# Jinolice
Jinolice (en allemand : Jinolitz) (Gidlina au XIXe siècle) est une commune du district de Jičín, dans la région de Hradec Králové, en République tchèque. Sa population s'élevait à 191 habitants en 2022.

## Géographie
Jinolice se trouve à 6 km au sud-sud-est de Jičín, à 47 km au nord-est de Hradec Králové et à 78 km au nord-est de Prague.
La commune est limitée par Kněžnice au nord, par Železnice au nord-ouest, par Podůlší au sud-est, par Brada-Rybníček et Holín au sud, et par Libuň à l'ouest.
Le territoire de la commune compte deux étangs : Němeček (5,2 ha) et Vražda (2,1 ha)

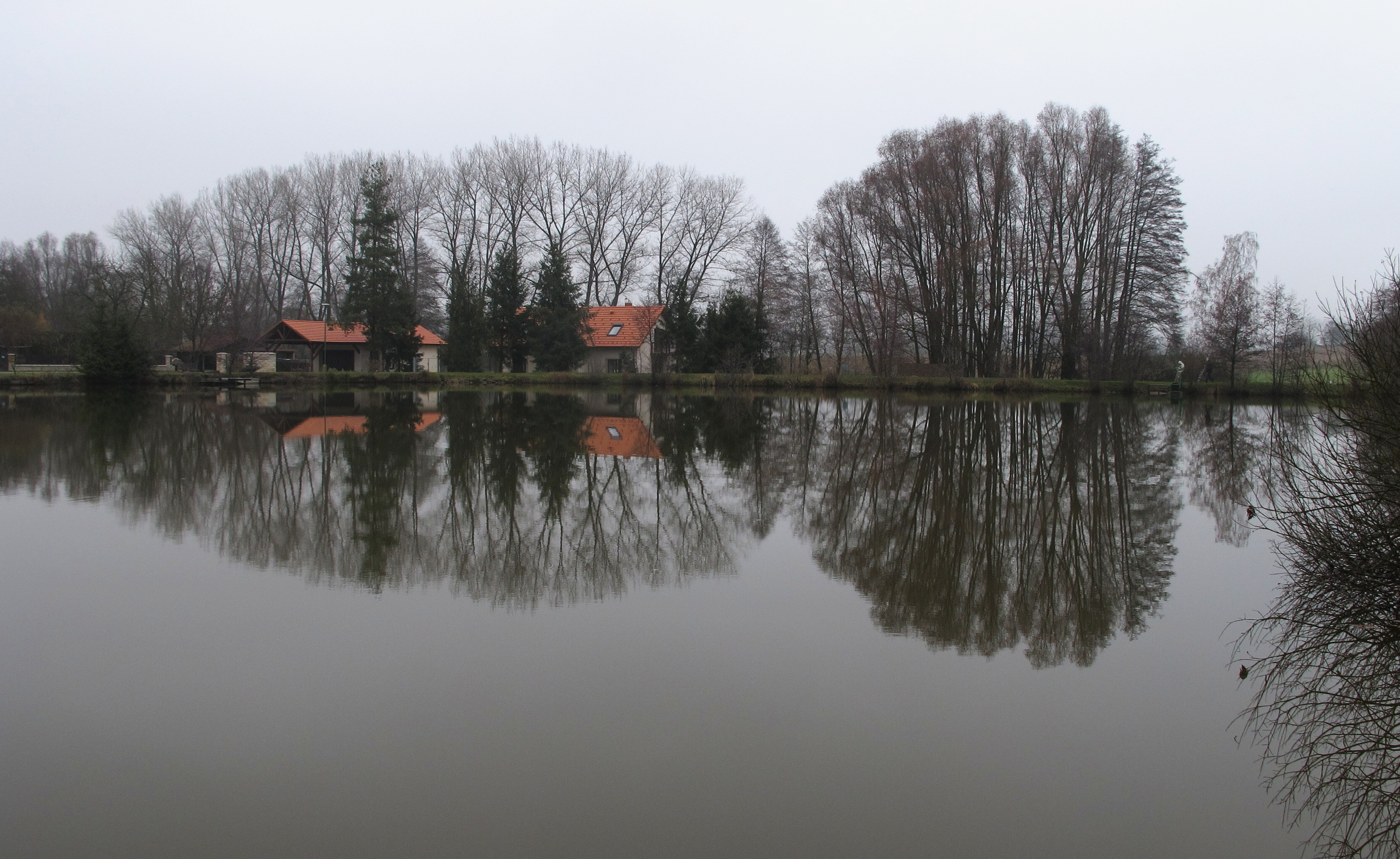
Étang Vrazda.
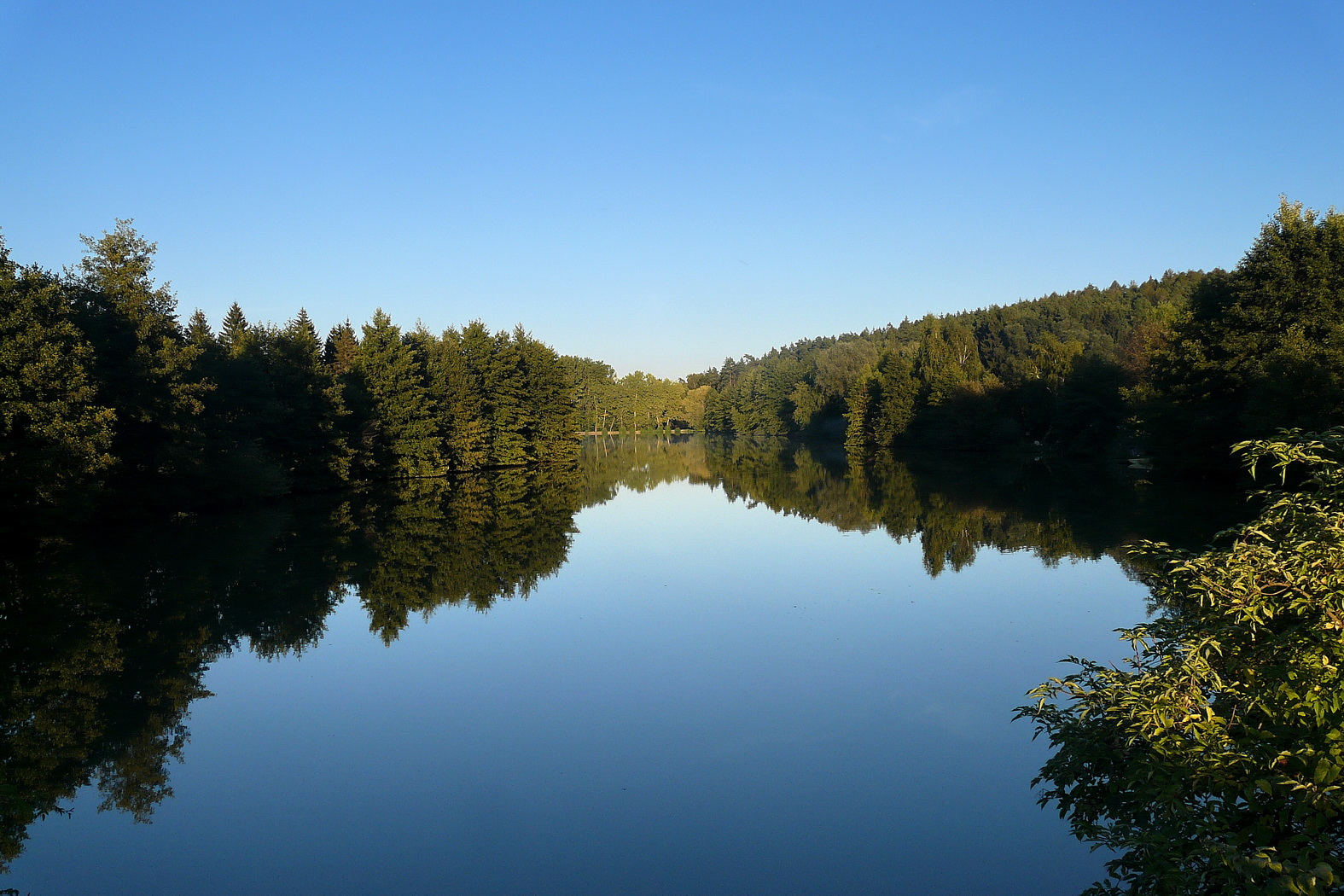
Étang Němeček.

## Histoire
La première mention écrite de la localité date de 1377.

## Transports
Par la route, Jinolice se trouve à 5,5 km de Jičín, à 54 km de Hradec Králové et à 97 km de Prague. 